# Paltamo
Paltamo (Paldamo trong tiếng Thụy Điển) là một đô thị của Phần Lan.
Đô thị này nằm ở tỉnh Oulu trong vùng Kainuu. Đô thị này có dân số 4.219 (2004) với diện tích là 1,138.98 km² trong đó có 215.57 km² là diện tích mặt nước. Mật độ dân số là 4.6 người trên mỗi km². Có hai khu vực dân cư ở đô thị này: Kontiomäki và Paltamo. Kontiomäki có khoảng 600 dân.
Đô thị này chỉ sử dụng tiếng Phần Lan.